# لمباردی
لُمباردی، به ایتالیائی (Lombardia) یک ناحیهٔ پرجمعیت ایتالیا واقع در شمال این کشور است.

## تاریخ
پس از سقوط امپراتوری روم غربی منطقه وسیع لمباردی مرکز پادشاهی لمباردها قرار گرفت و در سال (۷۷۴) تحت سلطه فرانک‌ها درآمد.
در سال (۹۵۱) «اتو اول» قیصر روم در باواریا لقب شاه لمباردها را هم پذیرفت.
در قرن‌های ۱۱ و ۱۲ میلادی شهرها استقلال خود را به‌دست آورده و با اتحاد خود و جنگ علیه اشتاوفر، تحت رهبری «میلان» به ایجاد شهرهای متحده لمباردی موفق شدند.
از تاریخ (۱۵۳۵) این منطقه تحت تملک اسپانیا قرار گرفت. در سال (۱۷۱۴) تحت نفوذ اتریش و (۱۷۹۷) به اشغال فرانسه درآمد.
کنگره وین، لمباردی را به‌عنوان بخشی از پادشاهی لمباردی- ونیزی∗، متعلق به اتریش اعلام نمود و در سال (۱۸۵۹) به پادشاهی ساردنی - پیمونت تعلق گرفت.
در تاریخ هشتم ماه مارس سال ۲۰۲0 (2020-03-08) میلادی این ناحیه به‌علت پیشگیری از انتقال بیشتر ویروس کرونا (COVID-19) در قرنطینه کامل قرار گرفت.

## جغرافیا
این ناحیه متشکل از استان‌های برگامو، برشا، کومو، کریمونا، لکو، لودی، میلان، مانتووا، پاویا، سوندریو و وارزه∗ است.
لمباردی ۲۳٬۸۶۱ کیلومتر مربع وسعت و ۹٬۱۲۲٬۰۰۰ نفر جمعیت دارد. مرکز آن میلان (مایلند) است.
این منطقه از کوه‌های آلپ در شمال ایتالیا شروع شده و به جنوب رودخانه پو ختم می‌شود.

## اقتصاد
این بخش از ایتالیا به خاطر موقعیت بسیار خوب کشاورزی و برخورداری از سدهای متعدد و نیروگاه‌های آبرسانی، موفق به جذب صنایع شده و در نتیجه یکی از مراکز مهم و ثروتمند ایتالیا است.
مهم‌ترین محصولات کشاورزی آن شامل گندم، ذرت، چغندرقند، میوه، انگور و توت است.
شهر کالویسانو با تولید ۲۵تن خاویار بزرگ‌ترین استخر پرورش ماهی خاویار جهان را در خود جای داده‌است.
لکو و برشا محل استقرار صنایع اسلحه‌سازی هستند. تولید قطعات خودرو در برگامو و کوربتا متمرکز است.
آرتسانا (بزرگ‌ترین تولیدکننده سیسمونی اروپا) درکومو قرار دارد.
میلان، قطب مالی و بانکداری ایتالیا و محل بازار بورس ایتالیا است.
میلان یکی از چهار پایتخت مد جهان است که ۱۲۰۰۰شرکت تولیدی، ۸۰۰خانه مد و ۶۰۰۰مرکز فروش دارد که هفته مد میلان، انستیتوها و مجلات مد، آژانس‌های مدلینگ و… آن را به یکی از بزرگ‌ترین مراکز مد جهان تبدیل نموده‌است.
مهم‌ترین جاذبه‌های گردشگری آن شامل کلیساها، کتابخانه‌ها، موزه‌ها، دانشگاه‌ها، دریاچه‌ها و کوهستان آلپ است.

## جمعیت
| سال     | میزان جمعیت |
| ------- | ----------- |
| ۲۰۱۹    | ۱۰٫۰۱۰٫۸۳۳  |
| ۲۰۲۰    | ۱۰٫۰۲۷٫۶۰۲  |
| ۲۰۲۱    | ۹٫۹۸۱٫۵۵۴   |
| ۲۰۲۲    | ۹٫۹۴۳٫۰۰۴   |
| مه ۲۰۲۳ | ۹٫۹۵۷٫۰۲۹   |

## حمل و نقل
شرکت حمل و نقل عمومی میلان، مسئولیت حمل و نقل همگانی در شهر میلان و حومه را بر عهده دارد.
متروی میلان که در سال ۱۹۶۴ میلادی تأسیس شده، دارای ۴خط، ۱۱۳ایستگاه و ۱۰۱ کیلومتر طول است، همچنین تراموای میلان که در سال ۱۸۸۱ میلادی تأسیس شده‌است با ۱۸۱کیلومتر طول، دارای ۱۷ خط درون‌شهری و یک خط برون‌شهری است که از طولانی‌ترین و قدیمی‌ترین ترامواها در سطح جهان است.
فرودگاه میلانو مالپنسا، مهم‌ترین فرودگاه بخش شمالی ایتالیا است.
شهر برگامو با فرودگاه اوریو آل سریو
تنها شهر لمباردی بجز میلان است که فرودگاه دارد و شهر برشا هم با متروی برشا تنها شهر لمباردی بجز میلان است که مترو دارد.
شهرهای برگامو، برشا، کومو، کریمونا، لکو، مانتووا، میلان، پاویا و وارزه هم دارای خطوط تراموا هستند.

## سرگرمی
میلان به لطف لا اسکالا و سنت قدیمی اپرا در آن یکی از شهرهای مهم موسیقی جهان به‌شمار می‌آید.
شهر میلان دارای دو باشگاه ورزشی بزرگ است که در سرتاسر جهان طرفداران بسیار زیادی دارند.
دو تیم بزرگ این ناحیه شامل اینترمیلان با (۳قهرمانی لیگ قهرمانان اروپا) و آث میلان با (۷قهرمانی لیگ قهرمانان اروپا) هستند.

## آموزش
مهم‌ترین مراکز آموزشی میلان شامل:
1. دانشگاه میلان
2. دانشگاه پلی تکنیک میلان (فنی و مهندسی)
3. دانشگاه بوکونی (اقتصاد، بازرگانی، حقوق و مدیریت)
4. انستیتو مارانگونی (طراحی مد و لباس)
5. آکادمی هنرهای زیبای بررا (نقاشی، مجسمه‌سازی، گرافیک، دکوراسیون و مرمت)
6. کنسرواتوار جوزپه وردی (موسیقی)

این مراکز این ناحیه را به یک ناحیهٔ دانشجویی تبدیل نموده و به‌صورت قطبی علمی درآورده اند.
- گاریبالدی